# 喜马拉雅园蛛
喜马拉雅园蛛（学名：Araneus himalayaensis）为园蛛科园蛛属的动物。分布于印度以及中国大陆的西藏等地。该物种的模式产地在印度。